# Harry Farrell
Henry Charles Farrell, detto Harry (Filadelfia, 2 ottobre 1902 – Mantua, 13 maggio 1980), è stato un calciatore statunitense, di ruolo attaccante.

## Carriera

### Club
Ha sempre giocato nel campionato statunitense.

### Nazionale
Ha partecipato alle Olimpiadi del 1924.